# Hylotelephium ussuriense
Hylotelephium ussuriense är en fetbladsväxtart som först beskrevs av Komarov, och fick sitt nu gällande namn av Hideaki Ohba. Hylotelephium ussuriense ingår i släktet kärleksörter, och familjen fetbladsväxter. Utöver nominatformen finns också underarten H. u. tsugaruense.

## Bildgalleri

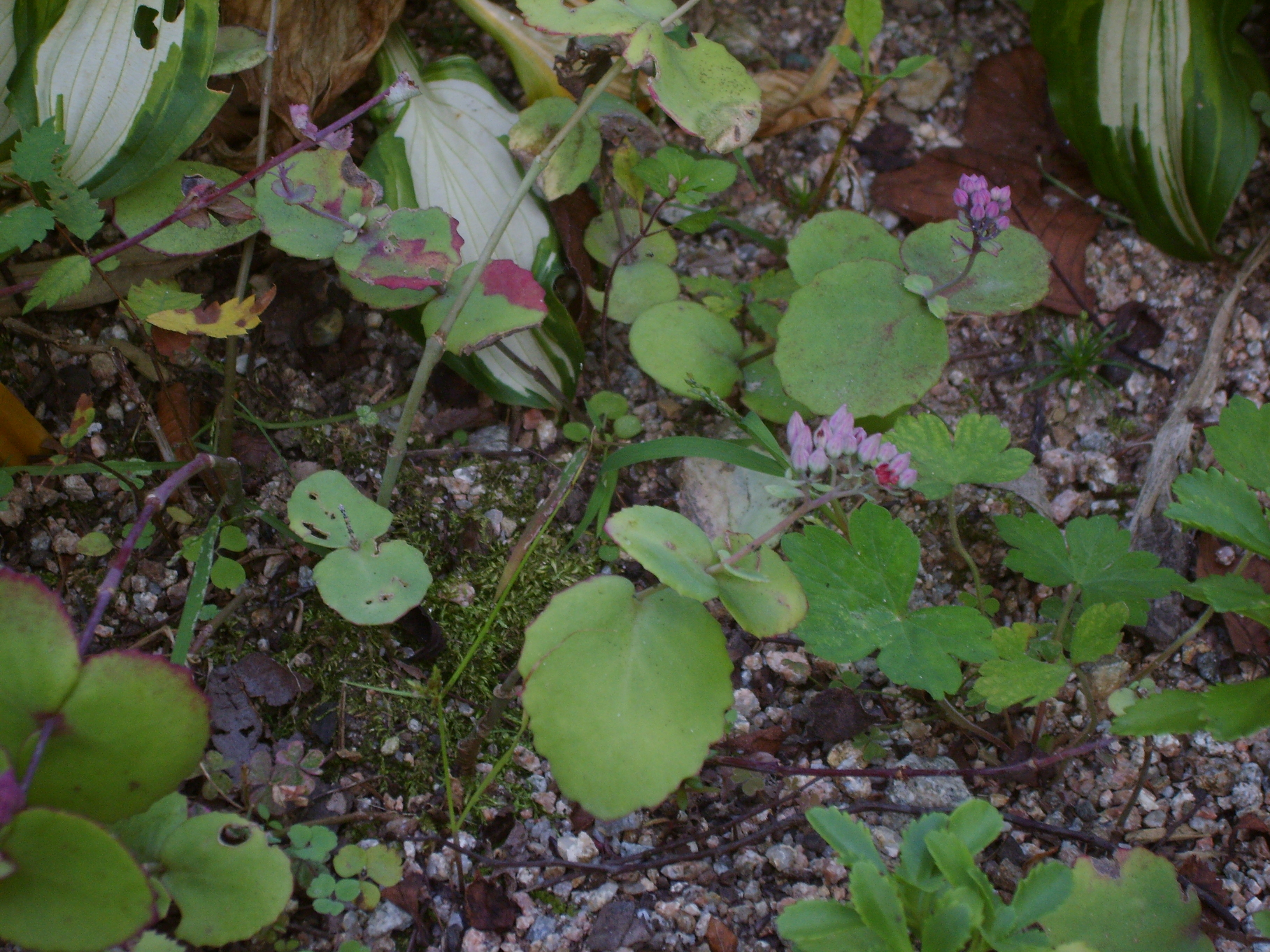
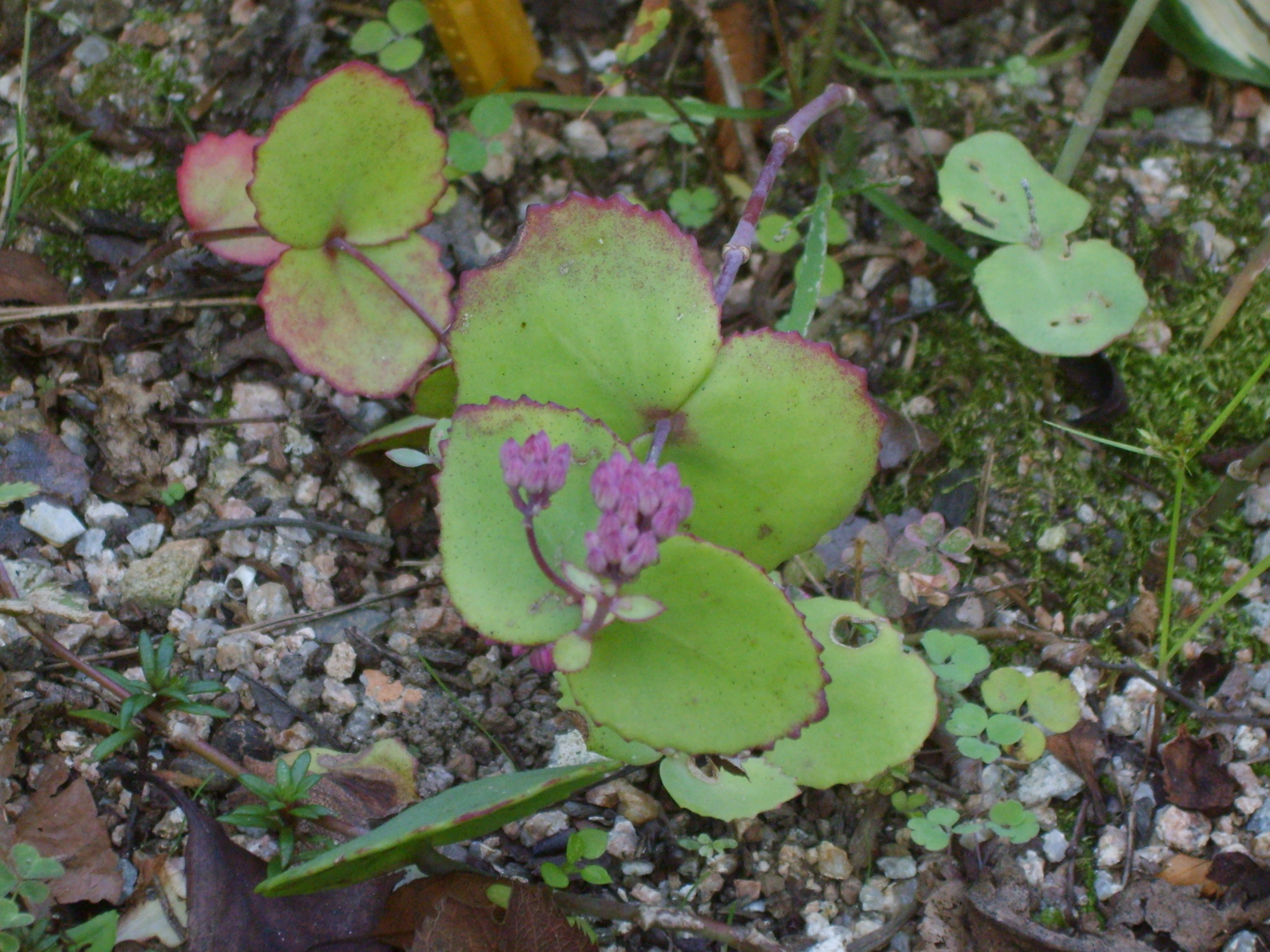
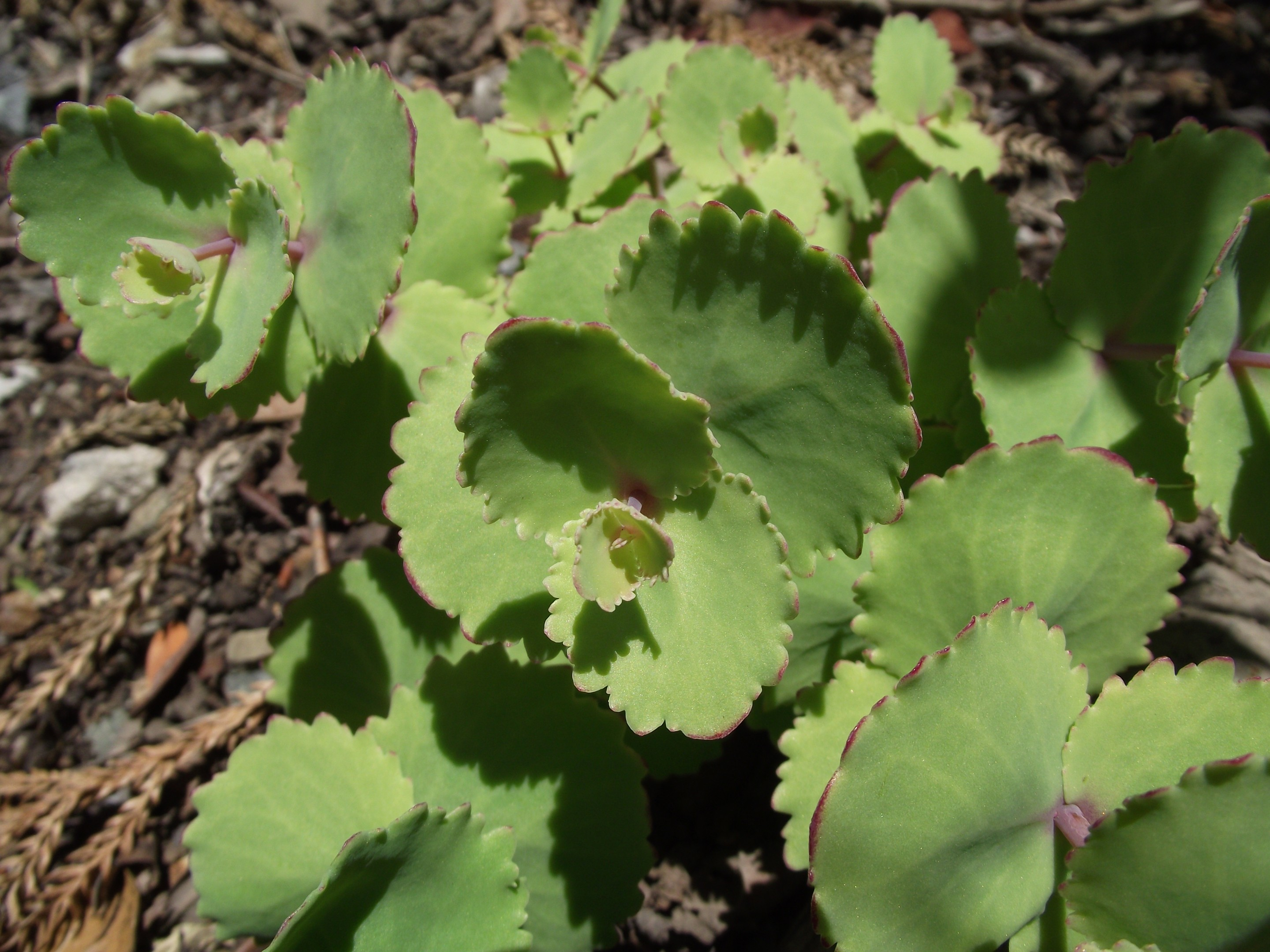